# وقعة مسيمير
وقعة مسيمير هي نزاع مسلح وقع بين الإمام فيصل بن تركي آل سعود من جهة، وبين الشيخ قاسم بن ثاني والشيخ علي آل خليفة من جهة آخرى في مسيمير بقطر سنة 1267هـ الموافق 1851م.

## سبب المعركة
في سنة 1267 هـ الموافق 1850م، قررت الدولة السعودية الثانية بزعامة فيصل بن تركي ضم قطر إلى حكمة، فقام بقيادة حملة على قطر في هذه المعركة، والتي أصبحت تسمى وقعة مسيمير.

## وقوع المعركة
لما وصل الشيخ فيصل بن تركي آل سعود إلى مسيمير وصلت قوات البحرين بقيادة الشيخ علي بن خليفة قبل وصوله إلى المكان، ونزلوا البدع، وجرت المحاربة بين الإمام فيصل من جهة، وبين الشيخ علي آل خليفة مع الشيخ قاسم ابن ثاني من جهة أخرى.
وبرز الشيخ قاسم بجموعه وراياته في وجه الدوحة والشيخ علي آل خليفة برجاله وجيشه عند جبل البدع، ودار بين الجيشين رمي بالرصاص مع جيش الإمام فيصل على البعد. إلا أنه لم يحصل اشتباك بين الطرفين في اليوم الأول غير المناوشات والرمي عن بعد.
فلما كان اليوم الثاني، زحفت جيش الشيخ قاسم الذي يتألف من قبائل في مقدمها بنو هاجر نحو جيش الإمام فيصل، حيث اشتبك الجيشان بالسلاح والخيل والرجال، وأسفرت الواقعة عن قتل رجل من أصحاب الإمام فيصل التركي يسمى مساعد العتيبي على يد الشيخ قاسم، كما قتلت فرسه أيضاً. وفي اليوم الثالث صباحاً، جرى بين الطرفين عراك عنيف، وانتهى بانسحاب جيش الإمام فيصل إلى معسكرهم في مسيمير. ومن ثم، أشار بعض كبار الشخصيات من رجال الإمام فيصل بن تركي بالانسحاب، وعدم المحاربة في ذلك الوقت لشدة الحر. وقبل الشيخ مشروتهم وعاد.
يذكر المؤرخون بأن الشيخ قاسم بن ثاني قال هذه الأبيات في قصيدته مشيراً إلى وقعة مسيمير:

## التصالح بعد المعركة
كتب الشيخ محمد بن ثاني إلى الإمام فيصل بن تركي يصالحه، فوصله الكتاب وهو بالقرب من سلوه، فلما قرا الكتاب قبل. واجتمع الشيخ محمد بن ثاني مع الإمام فيصل بن تركي في مسيمير، وجرى بينهما الصلح. إلا أن الإقدام على الصلح لم يرق الشيخ علي بن خليفة، فغادر بجشيه إلى البحرين غاضباً بعد أن زعم بأنه تعرض للخيانة. حدث بعد التصالح أن طلب الإمام فيصل من الشيخ قاسم أن يقوم بتجهيز السفن له لمحاربة الشيخ علي آل خليفة في البحرين. كما أمر الإمام فيصل بشر بن رحمة، ابن القائد المشهور ورئيس عشيرة الجلاهمة، بالتوجه إليه برجاله، فتوجه ومعه سفينتان مشحونتان بالرجال والسلاح إلى قطر. فلما علم الخليفيون بهذه الحركة، تجهزوا واستعدوا بدورهم لصد هذا الهجوم المتوقع.
أمر الإمام فيصل الشيخ مبارك بن عبد الله آل خليفة والذي معه مائتان من رجاله بالركوب في سفن أهل قطر التي هيئت، ثم أمر أيضاً بشر بن رحمة أن يسير بقيادة الشيخ مبارك بن عبد الله آل خليفة لغزو البحرين. فسار الجميع حتى أشرفوا على البحرين، فاستقبلتهم سفن آل خليفة في وجه البحرين والتقى الجمعان ودار بينمها قتال، أسفر عن مقتل الشيخ مبارك بن عبد الله آل خليفة، وأخيه الشيخ راشد، ومريط كبير بني هاجر، وبشر بن رحمة الجلاهمة.
هجوم الامام .

## نتائج المعركة
اعتبر كثير من المؤرخين وقعة مسيمير من أهم الأحداث الفاصلة نحو تأسيس قطر كدولة مستقلة. يذكر بعضهم ضمن نتائج المعركة شعور أهل قطر بالاستقلال، والقدرة على الدفاع عن أنفسهم وأرضهم ضد الطموحات الخارجية. كما أنه نتج عن المعركة تأكد السكان من وجود زعامة في شخص الشيخ قاسم بن ثاني تقودهم لاسيما عند نزول الشدائد. وقد استطاع الشيخ توحيد القطريين تحت راية واحدة بعد المعركة بلونها الأحمر الأرجواني، وبعد التشاور بين الجميع اقتنع القطريون بالفعل وتقبلوا هذه الراية، وأضافوا اسم قطر عليها، وأطلقوا على الراية اسم "الأدعم"، الأمر الذي اعتبره المؤرخون أحد أهم رموز قطر في مرحلة ما قبل تأسيس الدولة.